# Henry Puna
Henry Tuakeu Puna (Aitutaki, 29 de julho de 1949) é um político cookiano. Foi primeiro-ministro das Ilhas Cook entre novembro de 2010 e setembro de 2020. Ele é o líder do Partido das Ilhas Cook.

## Biografia
Henry cresceu em Aitutaki. Estudou em Aitutaki e em Rarotonga antes de cursar Direito na Universidade de Auckland, na Nova Zelândia, e na Universidade da Tasmânia, na Austrália. Atuou como advogado antes de entrar na política.
O pai de Henry, Tuakeu Manuela, foi membro da Assembleia Legislativa, e seus irmãos mais velhos, William Estall e Ngereteina Puna, ambos atuaram como ministros, e também sua irmã, Manuela Puna, como secretária do Parlamento das Ilhas Cook.

## Carreira política
Henry primeiro representava o Parlamento na eleição de 2004, disputando contra o primeiro-ministro Robert Woonton no eleitorado de Manihiki. Ele perdeu por pouco o assento na noite da eleição, porém provocou o resultado em uma petição eleitoral. A petição foi mantida, com vários eleitores sendo desqualificados, precipitando uma eleição parcial, que finalmente Henry acabou ganhando.
Em setembro de 2006, após a aposentadoria do líder do partido, Geoffrey Henry, Henry foi eleito líder do Partido das Ilhas Cook. Depois ele perdeu seu assento no distrito eleitoral de Manihiki para Apii Piho na eleição de 2006, mas continuou atuando como líder fora do Parlamento. Pela razão de ele não ser membro do Parlamento, Henry não era o líder da oposição; este cargo foi ocupado por Tom Marsters. Henry trabalhou como advogado e perlicultor durante seu tempo ausente do Parlamento.
Em setembro de 2009, Henry foi unanimemente reeleito líder do partido.
Henry foi eleito deputado por Manihiki durante as eleições de 2010, nas quais seu partido obteve dezesseis dos vinte e quatro assentos. Em 30 de novembro do mesmo ano, ele foi empossado como primeiro-ministro das Ilhas Cook. Neste cargo, Henry fez sua primeira visita oficial à Nova Zelândia em 2011.
Foi sob a liderança de Henry que as Ilhas Cook se tornaram, em novembro de 2011, umas dos membros fundadores do Grupo dos Dirigentes Polinésios, um grupo regional destinado a cooperar em diversos assuntos, incluindo cultura e idioma, educação, respostas às mudanças climáticas, comércio e investimento.